# Juan Carlos Díaz Quincoces
Juan Carlos Díaz Quincoces (Vitoria-Gasteiz, 1933. január 26. – 2002. november 28.) spanyol labdarúgó, hátvéd.

## Pályafutása

### Klubcsapatban
1952 és 1954 között a CD Mestalla játékosa volt. 1954 és 1964 között a Valencia labdarúgója volt, ahol tagja volt 1961–62-es idényben és az 1962–63-as idényben VVK-győztes, illetve az 1963–64-as idényben VVK-döntős csapatnak.1964 és 1966 között a Real Murcia együttesében szerepelt. 1966–67-ben az Alavés csapatában fejezte be az aktív játékot.

### A válogatottban
1957 és 1959 között nyolc alkalommal szerepelt a spanyol válogatottban.

## Sikerei, díjai
Valencia CF
- Spanyol kupa (Copa del Generalísimo)
  - győztes: 1954
- Vásárvárosok kupája (VVK)
  - győztes (2): 1961–62, 1962–63
  - döntős: 1963–64

## Statisztika

### Mérkőzései a spanyol válogatottban
| Spanyolország | Spanyolország      | Spanyolország                     | Spanyolország | Spanyolország | Spanyolország  | Spanyolország | Spanyolország | Spanyolország |
| #             | Dátum              | Helyszín                          | Hazai         | Eredmény      | Vendég         | Kiírás        | Gólok         | Esemény       |
| ------------- | ------------------ | --------------------------------- | ------------- | ------------- | -------------- | ------------- | ------------- | ------------- |
| 1.            | 1957. május 26.    | Madrid, Santiago Bernabéu stadion | Spanyolország | 4 – 1         | Skócia         | vb-selejtező  | -             |               |
| 2.            | 1957. november 6.  | Madrid, Santiago Bernabéu stadion | Spanyolország | 3 – 0         | Törökország    | barátságos    | -             |               |
| 3.            | 1957. november 24. | Lausanne, Olimpiai Stadion        | Svájc         | 1 – 4         | Spanyolország  | vb-selejtező  | -             |               |
| 4.            | 1958. március 13.  | Párizs, Parc des Princes          | Franciaország | 2 – 2         | Spanyolország  | barátságos    | -             |               |
| 5.            | 1958. március 19.  | Frankfurt, Waldstadion            | NSZK          | 2 – 0         | Spanyolország  | barátságos    | -             |               |
| 6.            | 1958. április 13.  | Madrid, Santiago Bernabéu stadion | Spanyolország | 1 – 0         | Portugália     | barátságos    | -             |               |
| 7.            | 1958. október 15.  | Madrid, Santiago Bernabéu stadion | Spanyolország | 6 – 2         | Észak-Írország | barátságos    | -             |               |
| 8.            | 1959. február 28.  | Róma, Stadio dei Centomila        | Olaszország   | 1 – 1         | Spanyolország  | barátságos    | -             |               |
|               | Összesen           |                                   |               | 8             | mérkőzés       |               | 0             | gól           |